# Giorgio Colli
Giorgio Colli   (Torí, 16 de gener de 1917 - Fiesole, 6 de gener de 1979) va ser un filòsof, historiador i filòleg italià nascut a la ciutat de Torí. Seguidor de Schopenhauer i Nietzsche i estudiós de la idea de logos a Occident, va exercir de professor de filosofia clàssica a la Universitat de Pisa durant un període de 30 anys, a més de traduir i editar l'Òrganon d'Aristòtil i la primera edició completa de l'obra de Friedrich Nietzsche, incloent-hi tots els fragments pòstums ordenats cronològicament, juntament amb el seu amic Mazzino Montinari. La seva darrera obra va ser la inconclusa La sapienza greca, una traducció i edició dels fragments dels filòsofs presocràtics.